# Ctenotus mimetes
Ctenotus mimetes är en ödleart som beskrevs av  Storr 1969. Ctenotus mimetes ingår i släktet Ctenotus och familjen skinkar. Inga underarter finns listade i Catalogue of Life.